# Lijst van Belgische metalbands
Dit is een lijst van Belgische metalbands met een artikel op de Nederlandstalige Wikipedia.

## A
Aborted - 
Acid - 
After All - 
Agathocles -
Amenra -
Ancient Rites - 
Arkangel - 
Axamenta

## B
Bloodwraith -
Bloodrocuted -
Briqueville -
Brutus

## C
Channel Zero -
Charcoalcity -
Cyclone

## D
Demolished - 
Diablo Blvd -
Drums Are For Parades

## E
Enthroned

## F
Fatal Recoil

## G
Gwyllion

## H
Huldrefolk

## I
Ithilien

## L
Leng Tch'e -
Lost Department

## M
Magic Kingdom - 
Morda

## O
Oceans of Sadness

## P
Panopticum - 
Powerstroke

## R
Reject The Sickness

## S
Sengir - 
Saille - 
Skitsoy - 
Spoil Engine - 
Southern Voodoo -
STAKE

## T
The Black Heart Rebellion

## U
Ulrikes Dream

## V
Valkyre

## Y
Your Highness